# Sorangium cellulosum
Espèce
Synonymes
- Polyangium cellulosum (ex Imshenetski and Solntseva, 1936) Brockman, 1989[2]

Sorangium cellulosum est une espèce de bactéries à coloration de Gram négatif, cellulolytiques, vivants dans le sol. C’est une bactérie mobile par glissement. Elle présente également des fructifications. Le génome est séquencé, il est composé de 12 000 000 paires de bases.